# Pierre Fontaine
Pierre Fontaine (nascut entre 1390 i 1395 a l'arquebisbat de Rouen; mort entre 1447 i 1450, probablement a Dijon) va ser un compositor, mestre de capella, cantant i clergue francès del primer Renaixement.

## Vida i obra
No es coneix informació sobre els primers anys de Pierre Fontaine ni el seu període de formació. Probablement va passar els seus primers anys d'aprenentatge com a nen de cor a la catedral de la seva ciutat natal. Des del 25 de maig de 1403, apareix a les llistes del Ducat de Borgonya sota el duc Felip II el Temerari com a membre de la capella de la cort amb el rang de sommelier; això suggereix que també tenia tasques organitzatives. Una nota del 1404 també es refereix a ell com "le petit Perrinet". Després que el duc Joan de Berry (1360–1416) hagués refundat una Sainte-Chapelle a Bourges, Pierre Fontaine en va ser membre del 1405 al 1407; Molts altres músics de renom també hi van treballar, com ara Johannes Cesaris i Guillaume Legrant. La seva estada durant els vuit anys següents no està documentada; a partir del 1415, torna al servei borgonyó, com a capellà a la capella de la cort del duc Joan I el Sense Por. Allà va ser col·lega de Nicholas Grenon, Guillaume Le Rouge i Richard de Bellengues alies Cardot. Després que el seu patró fos assassinat el 10 de setembre de 1419, Pierre Fontaine va deixar Borgonya amb altres membres de la capella i va anar a Itàlia. El 30 de març de 1420, va esdevenir membre de la capella del papa Martí V a Florència, on va romandre durant vuit anys. Durant aquest temps va rebre una canongia a Flandes, concretament a l'església de Sant Hermès a Ronse (en francès: Renaix).
Cap al 1429, Fontaine va tornar a Borgonya; hi va romandre com a cantant a la cort del duc Felip el Bo, probablement fins al final de la seva vida. El 1431, o potser una mica abans, el compositor va ser ascendit al càrrec de segon capellà. El seu col·lega Gilles Binchois, també capellà de la capella de la cort, nomena els membres de la capella, incloent-hi Fontaine i ell mateix, al seu motet "Nove cantum melodiae", escrit per al 18 de gener de 1431. Com que en aquella època el càrrec de primer capellà era un càrrec representatiu que implicava assessorament al duc, el càrrec de segon capellà podria haver estat vinculat a la direcció de la capella del cor. Pierre Fontaine probablement va ser ordenat sacerdot el 1433 i va rebre diversos beneficis fins al 1445. La seva última aparició a la llista de membres de la capella és a principis de 1447. El mateix any, un altre músic anomenat Nicolas de Graincourt apareix com a nou capellà, però no és nomenat definitivament com a substitut de Fontaine fins al 1451. Gilles Binchois el va succeir com a segon capellà el 1447.

## Importància
Pierre Fontaine pertany a una generació de compositors cortesans considerats els precursors de la música franco-flamenca. Només ha sobreviscut una petita part de tota la seva obra. La cort borgonyona, on va exercir la major part del seu temps, era un centre cultural, i ell mateix va ser una figura excepcional, que gaudia d'un gran prestigi fins i tot de jove i era ben conegut entre els seus contemporanis. Segons les obres que es conserven, sembla que només va escriure cançons seculars. Les set composicions consten de sis rondells i una balada. Estilísticament, són exemples típics del nou estil de principis del segle XV. Són "concises i estructurades línia per línia, i mostren una individualitat distinta, de vegades fins i tot extravagància" (Hans-Otto Korth a la font MGG).

## Obres
- Gesicherte Werke
  - „Pastourelle en un vergier“, Ballade a tres veus
  - „A son plaisir volentiers serviroye“, Rondeau a tres veus; als „Vier hundert jahr auf erd“ a dues veus de Oswald von Wolkenstein
  - „De bien amer quant l’ay enpris“, Rondeau a tres veus
  - „J’ayme bien celui que s’en va“, Rondeau a tres veus
  - „Mon cuer pleure mais des ieux me faut rire“, Rondeau a tres veus
  - „Pour vous tenir en la grace amoureuxe“ / „Mon dulx amy tenés vous tout temps gay“, Rondeau a quatre veus
  - „Sans faire de vous departie“, Rondeau a tres veus
- Eventuell Fontaine zuzuschreibende Komposition (G. Reaney 1969)
  - „Mon plus haut bien ma yoye et mon desir“, anonymes Rondeau a tres veus
- Irrtümlich Fontaine zugeschriebene Werke
  - „Regali ex progenie“ a tres veus, von Fonteyns
  - Kyrie zu drei Stimmen, von Perrinet